# Karl Brommann
Karl Brommann (Neumünster, 20 juli 1920 - Dithmarschen, 30 juni 2011) was een Duitse SS-Untersturmführer en tankcommandant in de Tweede Wereldoorlog. Hij vernietigde ongeveer 66 tanks, zo'n 44 pantserafweergeschut en circa 15 vrachtwagens. Brommann was een van de succesvolste tankcommandanten uit de krijgsgeschiedenis, en kreeg voor zijn daden het Ridderkruis van het IJzeren Kruis, een hoge Duitse militaire onderscheiding.

## Leven
Op 20 juli 1920 werd Karl Brommann in Neumünster in Sleeswijk-Holstein geboren. Na zijn schooltijd, net 17 jaar oud meldde hij zich op 15 juni 1937 bij het 2. SS-Totenkopf-Regiment „Brandenburg“ dat in Oranienburg bij Berlijn gestationeerd was. Van het Oranienburg werd hij op 12 juni 1938 naar het 3. SS-Totenkopf-Standarte „Thüringen“ in Weimar overgeplaatst. Op 1 september 1939 werd hij aan het SS-Artillerie-Regiment „Totenkopf“ in München-Freimann toegevoegd.

### Tweede Wereldoorlog
Op 1 december 1939 werd het 1e bataljon van de 1. SS-Totenkopf-Rekruten-Regiment naar Klagenfurt verplaatst. Begin 1941 werd Brommann als Zugführer (pelotonscommandant) in de 7e compagnie van het 6e SS-Infanterieregiment (gemotoriseerd) van de SS-Kampfgruppe "Nord" geplaatst en naar het hoge noorden van het Oostfront gestuurd. Tijdens de gevechten daar raakte hij twee keer zwaargewond. Op 15 september 1941 raakte hij gewond door granaatsplinters aan beide benen en handen, en op 6 november 1941 door een schot door zijn rechterlong en lever. Hiervoor lag hij een jaar in een militair hospitaal, en na zijn genezing werd Brommann op 3 oktober 1942 naar het SS-Ersatz-Bataillon „Nord“ overgeplaatst.
Op 5 mei 1943 meldde hij zich vrijwillig aan bij de 2e afdeling van het 11. SS-Freiwilligen-Panzergrenadier-Division Nordland bij Grafenwöhr. Op 1 juli 1943 werd Brommann tot SS-Oberscharführer bevorderd. In oktober 1943 werd hij bij het Schwere SS-Panzer-Abteilung 103 geplaatst, deze werd in september 1944 omgevormd naar het Schwere SS-Panzer-Abteilung 503. Deze eenheid zou tot 27 maart 1945 tot een van de meest succesvolste eenheden behoren. Het Schwere SS-Panzer-Abteilung 103 nam aan geen gevechten deel. Het stond eerst onder het bevel van SS-Obersturmbannführer Leiner, de schoonzoon van Theodor Eicke, deze werd acht dagen voor de eerste gevechtsinzet, op 19 januari 1945, door de ervaren SS-Sturmbannführer Friedrich Herzig afgelost. Gezien de vervanging van Herzig, werden ook twee andere compagniecommandanten ontheven van hun functie en overgeplaatst.
In februari 1944 startte voor de Schwere SS-Panzer-Abteilung 103 de opleiding met zes tanks van het type Tiger I.
Op 17 oktober 1944 werd het Schwere SS Panzer Abteilung 503 met de nieuwe Tiger II uitgerust. Op 27 januari 1945 werd de eenheid naar het oostfront verplaatst, waarbij het tijdens het transport in twee delen werd gescheiden. De 1e groep werd in Arnswalde gestationeerd, en de 2e groep kwam in Küstrin terecht. Brommann behoorde tot de 1e groep. Op 31 januari 1945 nam hij vanuit Dramburg samen met Fallschirmjägern (parachutisten) deel aan een aanval op Regenthin. Maar zijn "Tiger" bleef na meerdere PAK-treffers beschadigd achter. Op 4 februari 1945 kwam de groep uit Arnswalde eindelijk aan, en met hun aankomst bij Hohenwalde konden ze een tankdoorbraak van de Russen verhinderen. Brommanns Tiger bleef door een Pak-treffer op een wiel achter, en moest in de nacht naar de Marienkirche, in het centrum van Arnswalde, worden afgesleept.
Na de gevechten in het gebied rond Arnswalde, trok de groep zich terug, en bereikte op 21 februari 1945 Gotenhafen. Brommann had het commando over de 1e compagnie overgenomen. Vanaf 2 februari tot 18 maart 1945 had Brommann ondanks talrijke persoonlijke verwondingen, niet minder dan 66 Russische tanks, 44 Pak en 15 vrachtwagens met zijn tankbemanning vernietigd. Vanaf midden maart 1945 vocht hij alleen in het gebied rond Danzig. In sommige gevallen reden waarnemers van de zware kruiser "Prinz Eugen" op de gepantserde voertuigen mee. Tijdens deze gevechten die tot 26 maart 1945 duurden, vernietigde Brommann ten minste nog zes IS-2 (Jozef Stalin) tanks.
Na zware verliezen werden de overgebleven restanten van het Schwere SS-Panzer-Abteilung 103 naar Swinemunde geëvacueerd. Deze namen later aan de gevechten in het gebied van Stettin deel.
In maart 1945 raakte Brommann opnieuw gewond, deze keer door brandwonden aan zijn handen en hoofd, en een splinter in zijn oog. Hij werd door de Kriegsmarine naar Hela gebracht, en dan vervolgens over de Oostzee naar Swinemunde. Daar werd hij door een Lazarettzug  (ambulancetrein) naar Flensburg geëvacueerd. In een veldhospitaal raakte Brommann op 21 mei 1945 in Brits krijgsgevangenschap, waaruit hij in november 1947 weer vrijgelaten werd.
| Naam                         | Functie                     |
| ---------------------------- | --------------------------- |
| SS-Unterscharführer Bier     | Funker (boegschutter/radio) |
| SS-Oberscharführer Hoffmann  | Fahrer (bestuurder)         |
| SS-Unterscharführer Reichel  | Richtschütze (schutter)     |
| SS-Sturmmann Sepp Teitsch    | Ladeschütze (lader)         |
| SS-Untersturmführer Brommann | Commandant                  |
| Menke                        | Fahrer (bestuurder)         |

## Na de oorlog
Na de oorlog werkte Brommann als een tandtechnicus in een universiteitskliniek in Duitsland. Over het verdere verloop van zijn leven is niets bekend. Op 30 juni 2011 overleed hij in Dithmarschen.

## Militaire loopbaan
- SS-Mann: 15 juni 1937[1][8]
- SS-Sturmmann: 1 juli 1938[1][5][6][8]
- SS-Rottenführer: 1 januari 1939[1][5][6][8]
- SS-Unterscharführer: 10 juni 1940[1][5][6][8]
- SS-Oberscharführer: 1 juli 1943[1][5][6][8]
- SS-Standartenoberjunker: 1 maart 1944[1][5][6][8]
- SS-Untersturmführer: 9 november 1944[1][5][6][8]

## Lidmaatschapsnummer
- SS-nr.: 316 379[1]

## Onderscheidingen
- Ridderkruis van het IJzeren Kruis op 29 april 1945 als SS-Untersturmführer en Führer, 1. Kompanie, schwere SS-Panzer-Abteilung 503, Waffen-SS[1][6][6][8][9][10]
(opmerking: op 29 april 1945 vond de uitreiking in de Rijkskanselarij in Berlijn plaats, maar op dat moment lag Brommann ernstig gewond in een ziekenhuis van Gdańsk. De commandant van het Schwere SS-Panzer-Abteilung 503, de SS-Sturmbannführer Friedrich Herzig nam het voorlopige bezitbewijs aan. Na de oorlog bevestigde Herzig de toekenning van het Ridderkruis van het IJzeren Kruis aan Brommann. Herzig vermeldt echter in zijn beëdigde verklaring van februari 1948 dat Brommann als pelotonscommandant van de 2e compagnie en niet, zoals bekend is in de relevante literatuur van de 1e compagnie was. Hij bevestigde in ieder geval dat de Kampfgruppe Mohnke het certificaat van bezit had overhandigd. Als gevolg van het einde van de oorlog vernietigde Herzig op 18 mei 1945 het certificaat.)[5]
- IJzeren Kruis 1939, 1e Klasse (1 februari 1945[1][5][6][8]) en 2e Klasse (1 december 1941[1][5][6][8])
- Medaille ter Herinnering aan de 13e Maart 1938 op 26 oktober 1939[1][6][8]
- Anschlussmedaille op 19 september 1939[1][6][8]
- Kruis voor Oorlogsverdienste, 2e Klasse met Zwaarden op 20 april 1941[1][5][6][8]
- Medaille van Verdienste van het Vrijheidskruis, 2 klasse in brons op 1 september 1941[5][6][8]
- Allgemeines Sturmabzeichen in zilver op 31 december 1941[1][5][6]
- Gewondeninsigne 1939 in zwart (15 januari 1942), zilver en goud (3 april 1945[1][5][6][8])
- Panzerkampfabzeichen (zonder getal) in zilver op 24 februari 1945[1][5][6][8]
- Hij werd eenmaal genoemd in het Wehrmachtsbericht. Dat gebeurde op:
- 10 april 1945[1][5][6][8][11] citaat Wehrmachtsbericht:
- „Im Kampfgebiet von Gotenhafen hat sich der SS-Untersturmführer Karl Brommann, Kompanieführer in der schweren SS-Panzer-Abteilung 503, hervorragend bewährt. Er hat mit seiner Panzerbesatzung in der Zeit vom 2. Februar 1945 bis zum 18. März 1945 trotz dreimaliger Verwundung 66 Panzer, 44 (Pak) Geschütze und 15 LKW vernichtet."
- „In het strijdgebied rond Gdynia heeft de SS-Untersturmführer Karl Brommann, compagniecommandant in het Zwaretankbataljon 503, zich uitstekend behouden. Hij heeft met zijn tankbemanning in de tijd van 2 februari 1945 tot 18 maart 1945 ondanks driemaal gewond geraakt te zijn, 66 tanks, 44 anti-tankgeschut en 15 vrachtwagens vernietigd."